# Leon Litwack
Leon Frank Litwack (Santa Barbara, 2 dicembre 1929 – Berkeley, 5 agosto 2021) è stato uno storico statunitense.

## Biografia
Nato a Santa Barbara, nello stato statunitense della California, ottenne una Master of Arts e una bachelor all'università di Berkeley.
Dal 1951 al 1953 servì gli United States Army
Nel 1980 venne premiato con il premio Pulitzer per la storia per Been in the Storm So Long: The Aftermath of Slavery.

## Opere
- How Free Is Free?: The Long Death of Jim Crow
- Been in the Storm So Long: The Aftermath of Slavery(1979)
- North of Slavery: The Negro in the Free States, 1790-1860 (University of Chicago Press: 1961)
- Without Sanctuary: Lynching Photography in America edited by Hilton Als, Jon Lewis, Leon F. Litwack and James Allen.
- The Harvard Guide to African-American History by Evelyn Brooks Higginbotham, Darlene Clark Hine e Leon F. Litwack
- African American history, containing essays on historical research aids, bibliographies, resources for women's issues, and an accompanying CD-ROM providing bibliographical entries.
- Trouble In Mind: Black Southerners in the Age of Jim Crow (1998)
- The American Labor Movement by Leon Litwack